# (523643) 2010 TY53
(523643) 2010 TY53 est un objet transneptunien d'environ 380 km de diamètre, apparenté au groupe des centaures.